# Rauris
Rauris är en köpingskommun i distriktet Zell am See i det österrikiska förbundslandet Salzburg. Kommunen har 3 086 invånare (2024) och består av sex orter (Ortschaften) (inom parentes invånarantal 1 januari 2024):
- Bucheben (157)
- Rauris (1 117)
- Seidlwinkl (423)
- Unterland (393)
- Vorstandrevier (465)
- Wörtherberg (531)

Skidåkaren Ulrike Maier kom från Rauris och hennes far drev en skidskola i byn.